# Friedhof Naundorf-Zitzschewig
Der Friedhof Naundorf-Zitzschewig, auch Johannesfriedhof, ist der gemeinsame Friedhof der beiden ehemaligen Radebeuler Landgemeinden (heute Stadtteile) Naundorf und Zitzschewig, gelegen auf Naundorfer Flur. Er wurde kurz nach der Jahrhundertwende um die neuerbaute Johanneskapelle am Kapellenweg 14 angelegt.

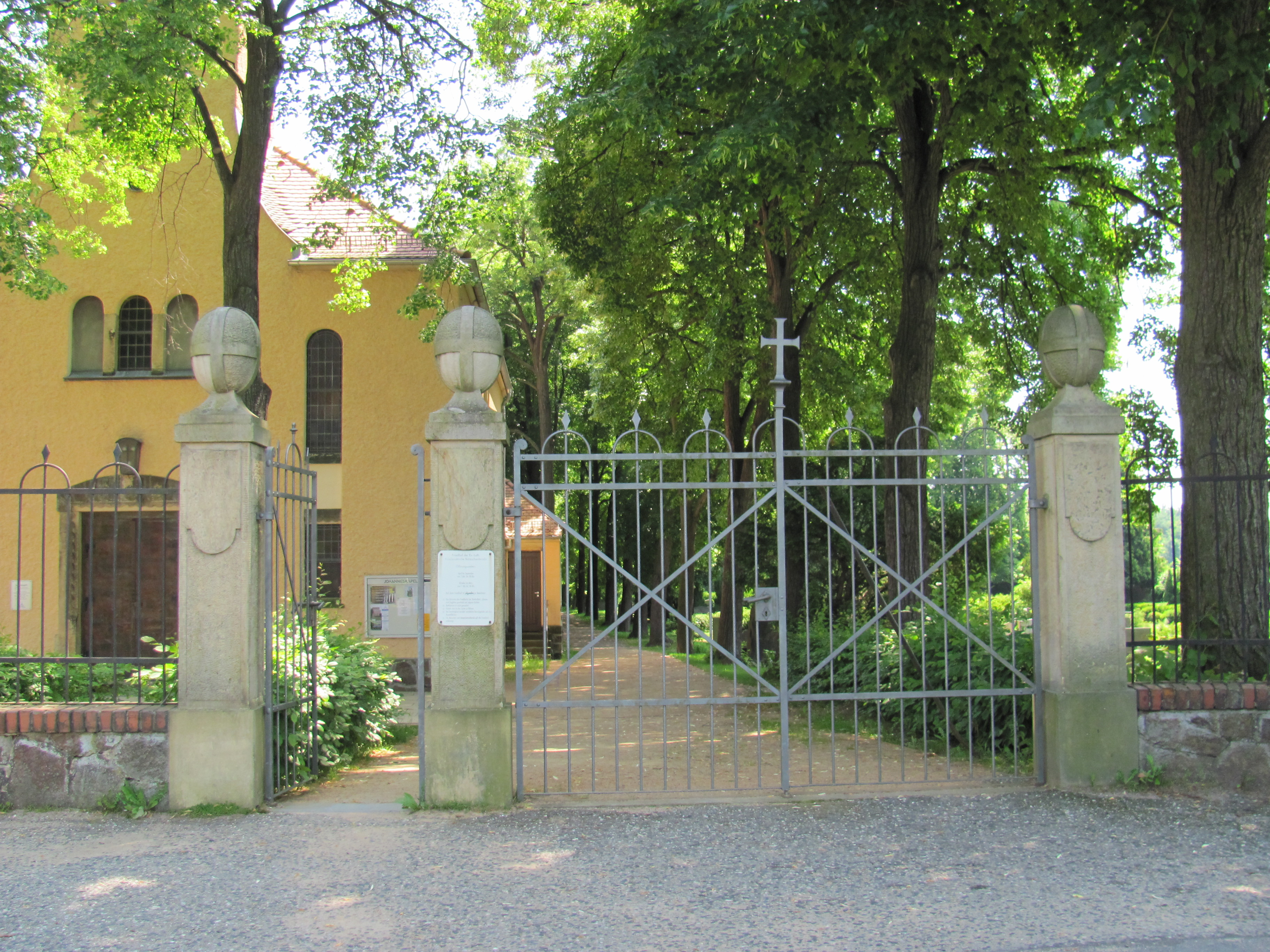
Friedhofs- und Kapelleneingang

Die Kapelle, das nördlich stehende Paul-Gerhardt-Haus, das als Gemeindehaus und als Aufbahrungshalle dient, sowie der Friedhof mit acht denkmalwerten Grabmälern nebst Einfriedung und Friedhofstor stehen heute zusammen als Sachgesamtheit unter Denkmalschutz. Der Friedhof liegt im Denkmalschutzgebiet Historische Weinberglandschaft Radebeul.

## Beschreibung

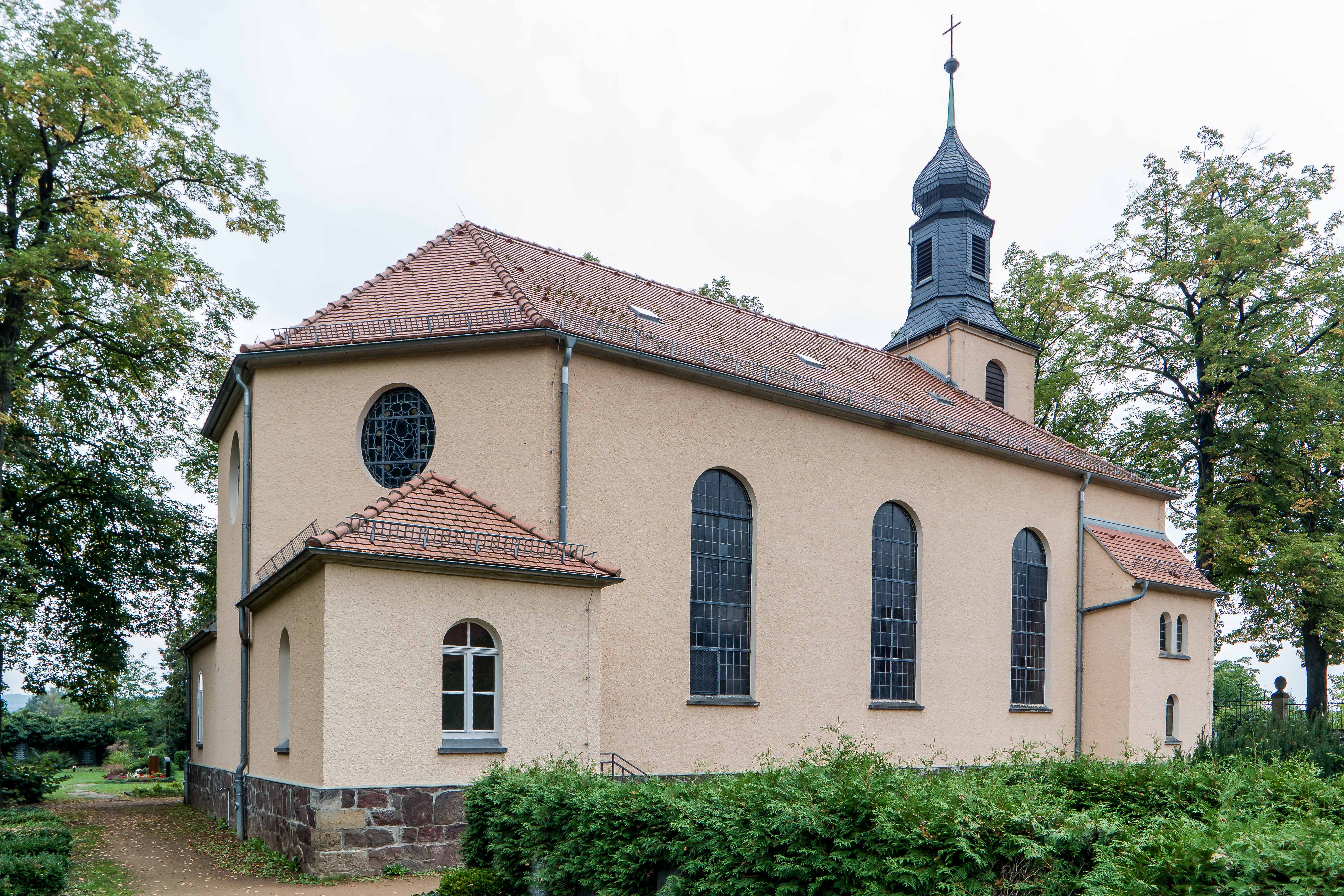
Johanneskapelle

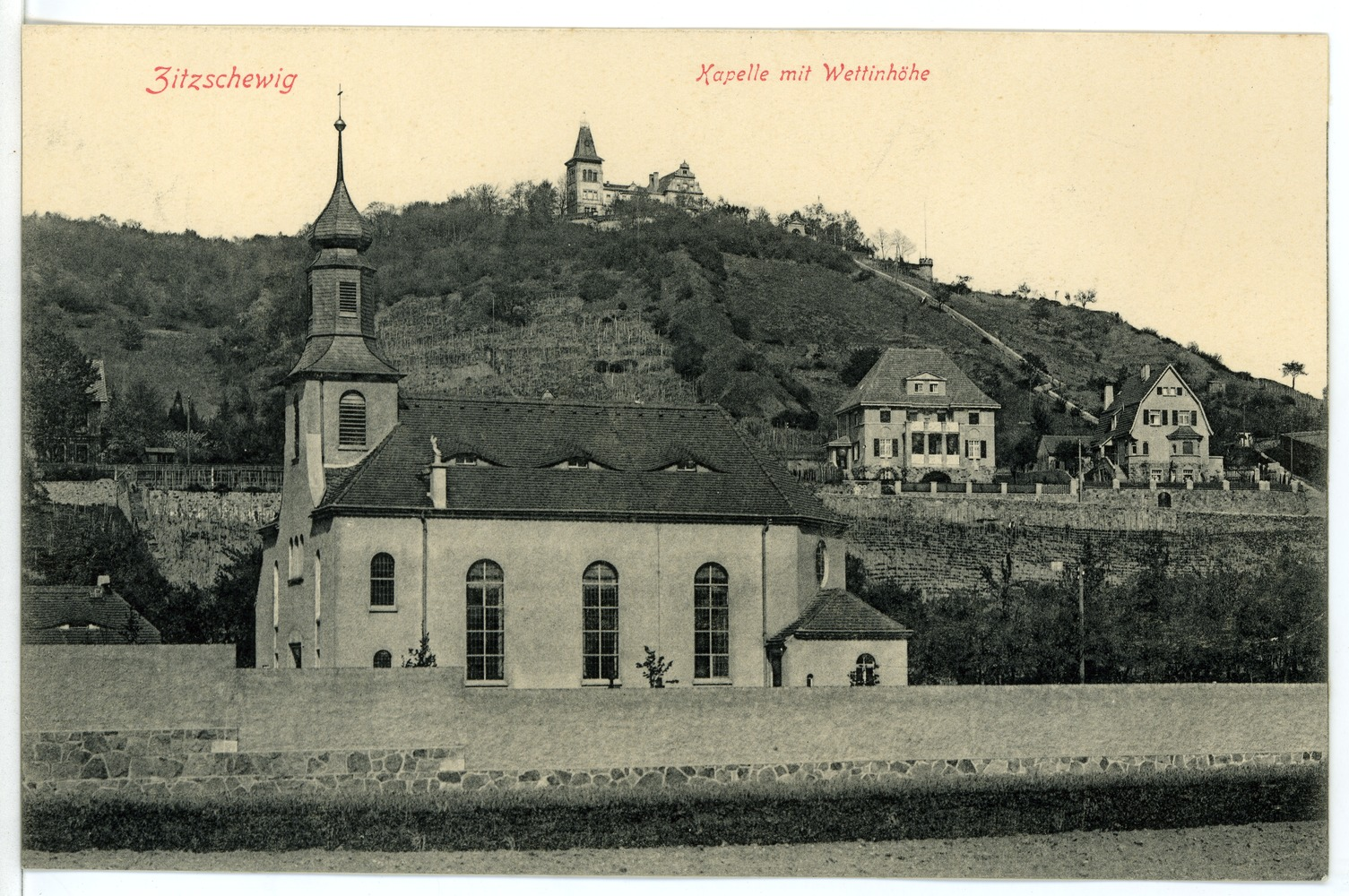
Johanneskapelle, 1913

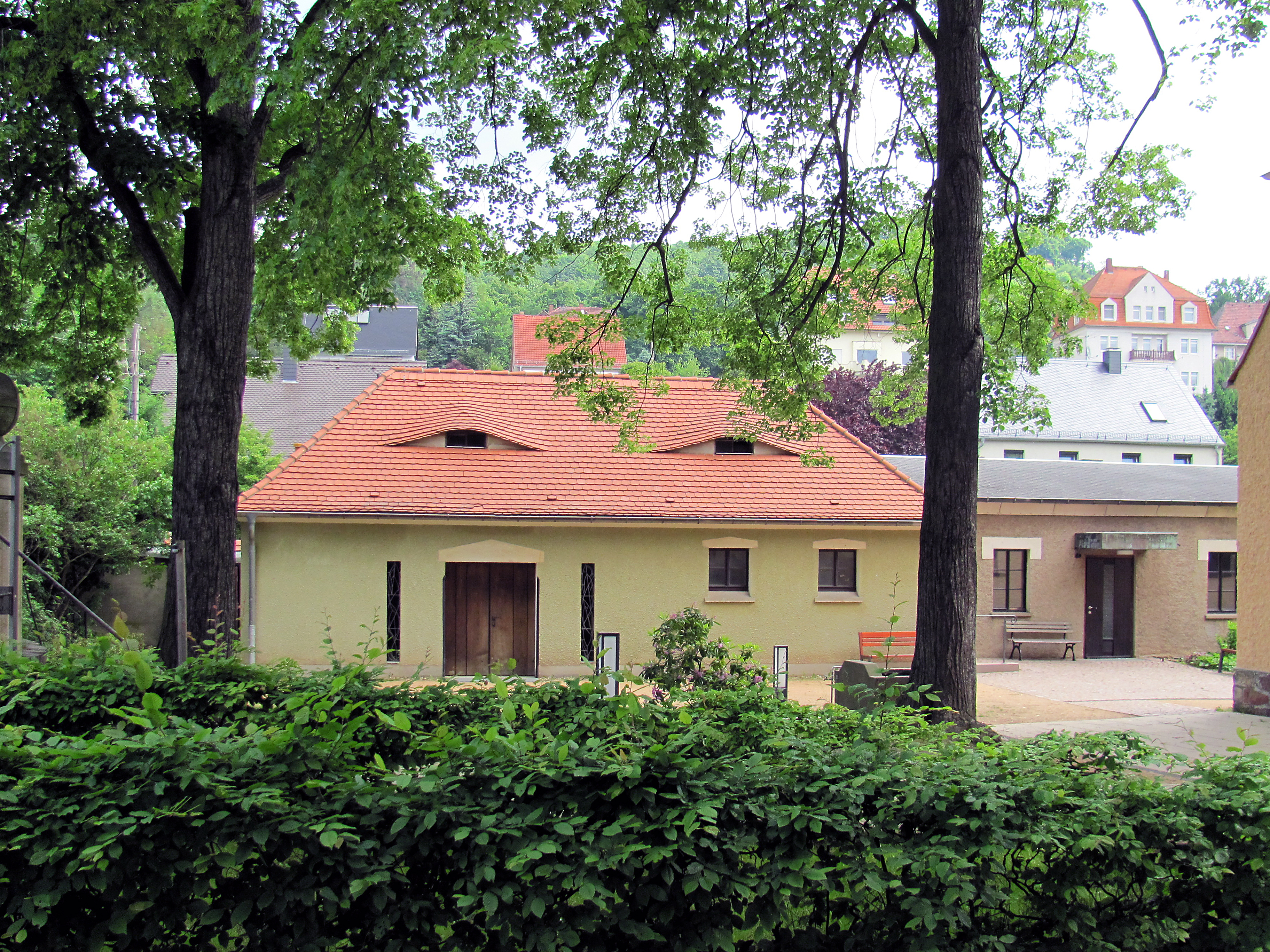
Paul-Gerhardt-Haus

Die Kapelle ist ein schlichtes einschiffiges Gebäude mit Dreiachtel-Schluss und mit einem Westturm, den eine barockisierende Zwiebelhaube bedeckt. Die Kirchenausstattung wurde durch Spenden der Bürgerschaft finanziert. So stammen drei jugendstilige Chorfenster von dem Naundorfer Mitbürger und sächsischen Automobilpionier Emil Nacke.

## Geschichte

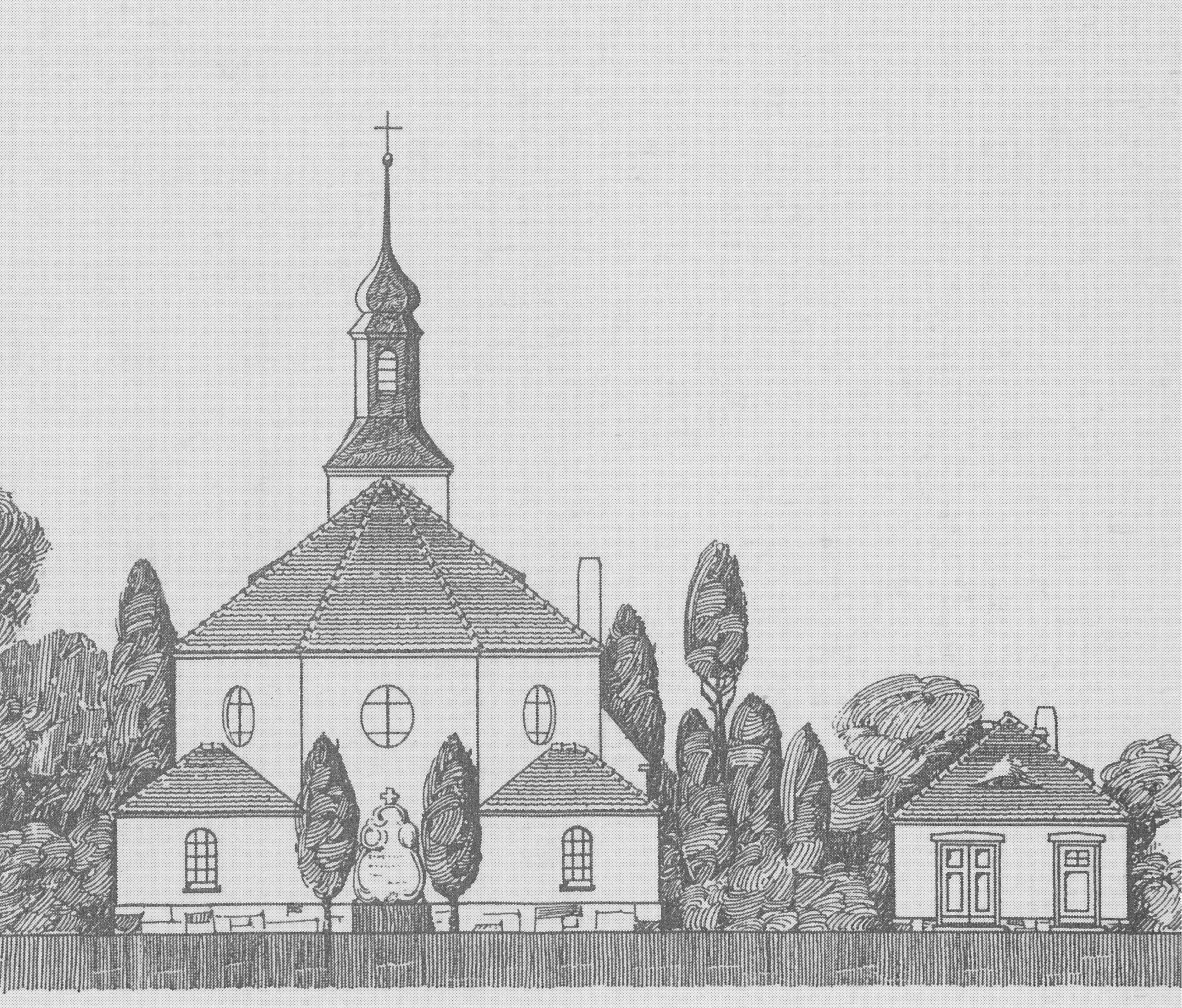
Planzeichnung Kandlers, 1906

Ab 1897 gab es Pläne, für die beiden westlichen Lößnitzgemeinden einen neuen, gemeinsamen Friedhof mit Kapelle und Feierhalle im Verwaltungsbereich der Pfarrei der Friedenskirche anzulegen. 1903 entstanden die Entwürfe von Woldemar Kandler, 1905 die Erschließungsarbeiten, und 1907/1908 wurde die Kapelle durch die Gebrüder Große errichtet.
1927 erhielt die Johanneskapelle ihren heutigen Namen, 1935 wurde der Friedhof erweitert. 1975/1976 wurde der Innenraum durch den Wachauer Maler und Grafiker Werner Juza neu gestaltet, dabei gingen die ursprünglichen Altar, Kanzel, Lesepult, Taufstein und die Ausmalung bis auf das Kruzifix verloren.

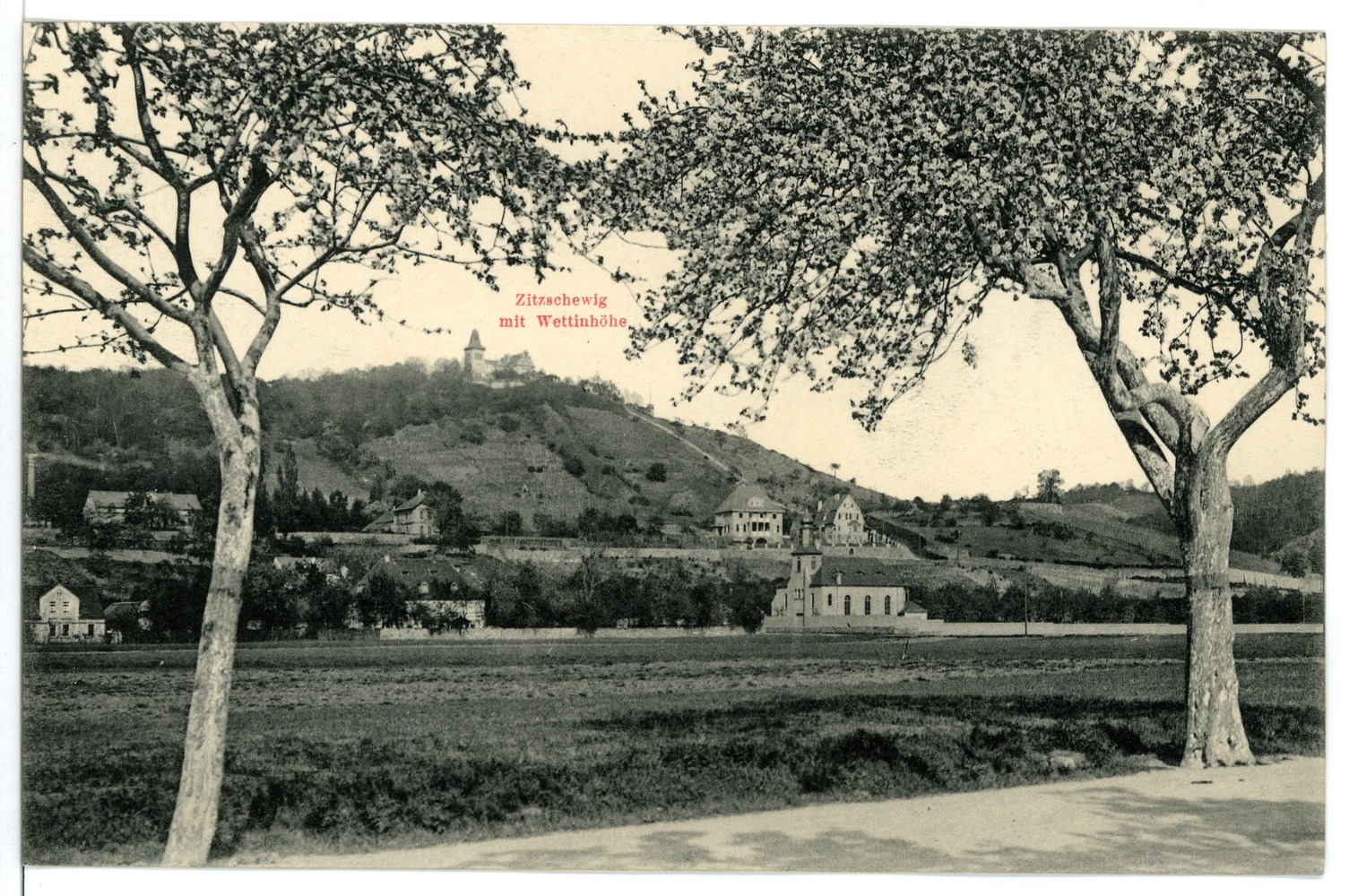
Friedhof mit Umgebungsbebauung, 1913
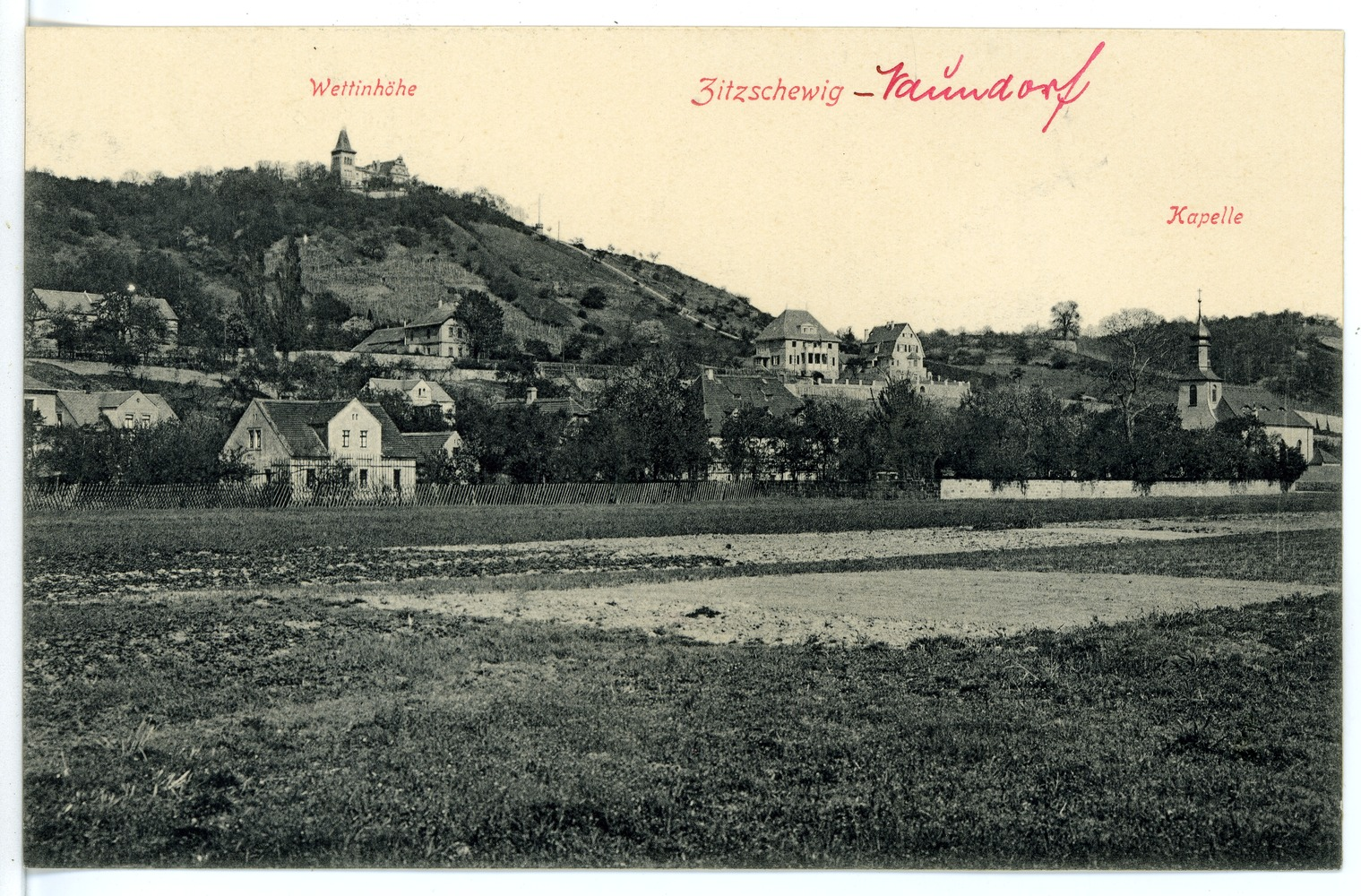
Friedhof mit Umgebungsbebauung, 1913
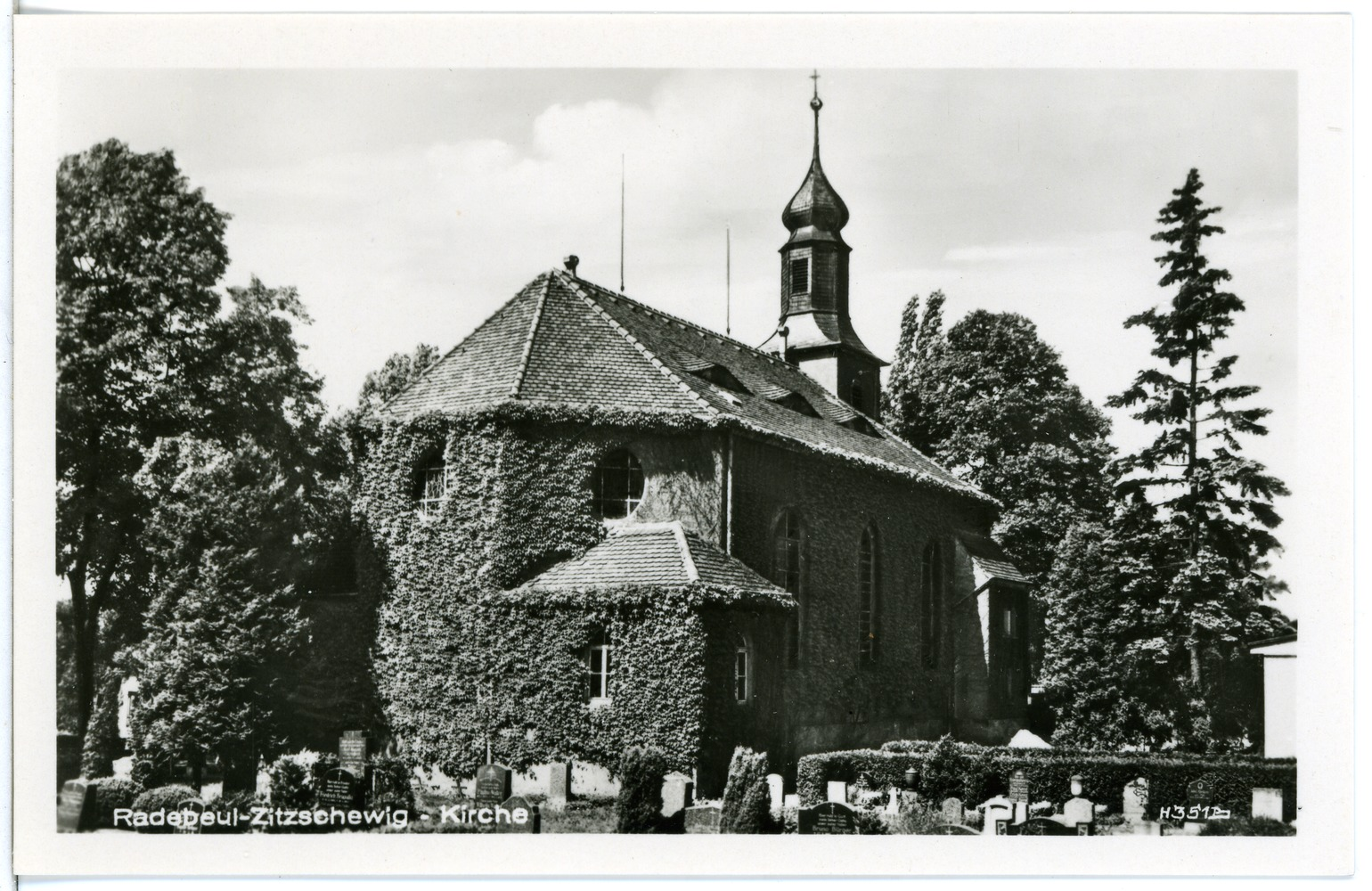
Kapelle, 1952
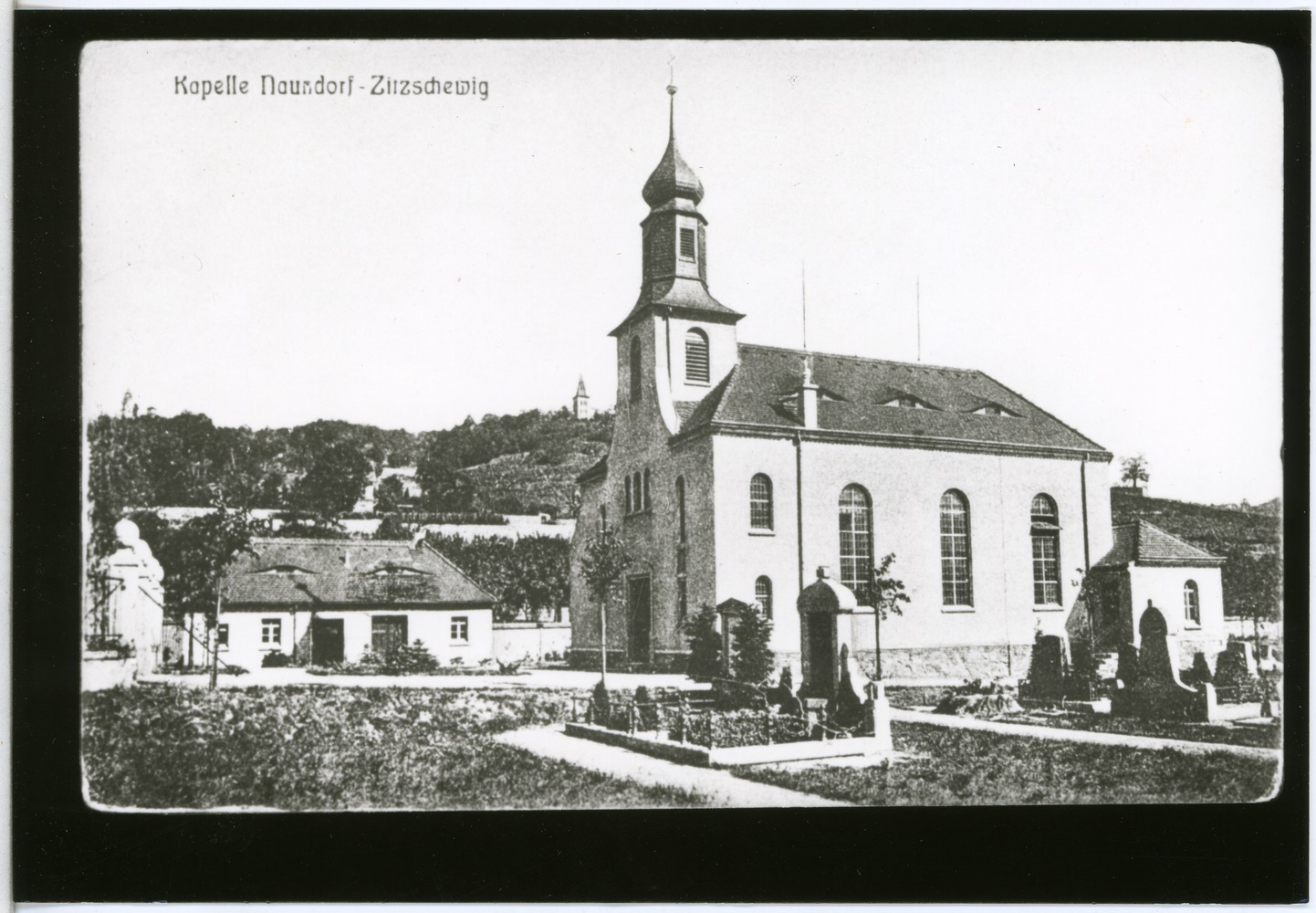
Kapelle und Feierhalle, 1988

## Grabmale
1999 wurde die Grabstelle von Nackes Familie, unter anderem für seine 1937 verstorbene Schwester Clara Toller, aufgelöst einschließlich des Grabsteins, der neben „Familie Toller“ auch die Inschrift „Emil Nacke“ (1843–1933) trug. Nacke selbst wurde jedoch auf dem Friedhof von Constappel beigesetzt.
- Ulrich Aust (1942–1992), Architekt und Denkmalpfleger, Zwingerbaumeister
- Carl Pfeiffer (1872–1946), Landwirtschaftsrat und Önologe, baute nach der Reblauskatastrophe den Lößnitzer Weinbau wieder auf, Vorsitzender der Sächsischen Weinbaugesellschaft.
- Erich Müser (1882–1944), Landrat im Kreis Kreuznach (1920–1933) sowie Provinziallandtagsmitglied
- Hellmuth Rauner (1895–1975), Kommunalpolitiker und Kulturfunktionär, 1965 Radebeuler Ehrenbürger
- Paul Wilhelm (1886–1965), Maler und Grafiker, 1956 Radebeuler Ehrenbürger
- Fürchtegott Erhard Zwar (1898–1977), Maler

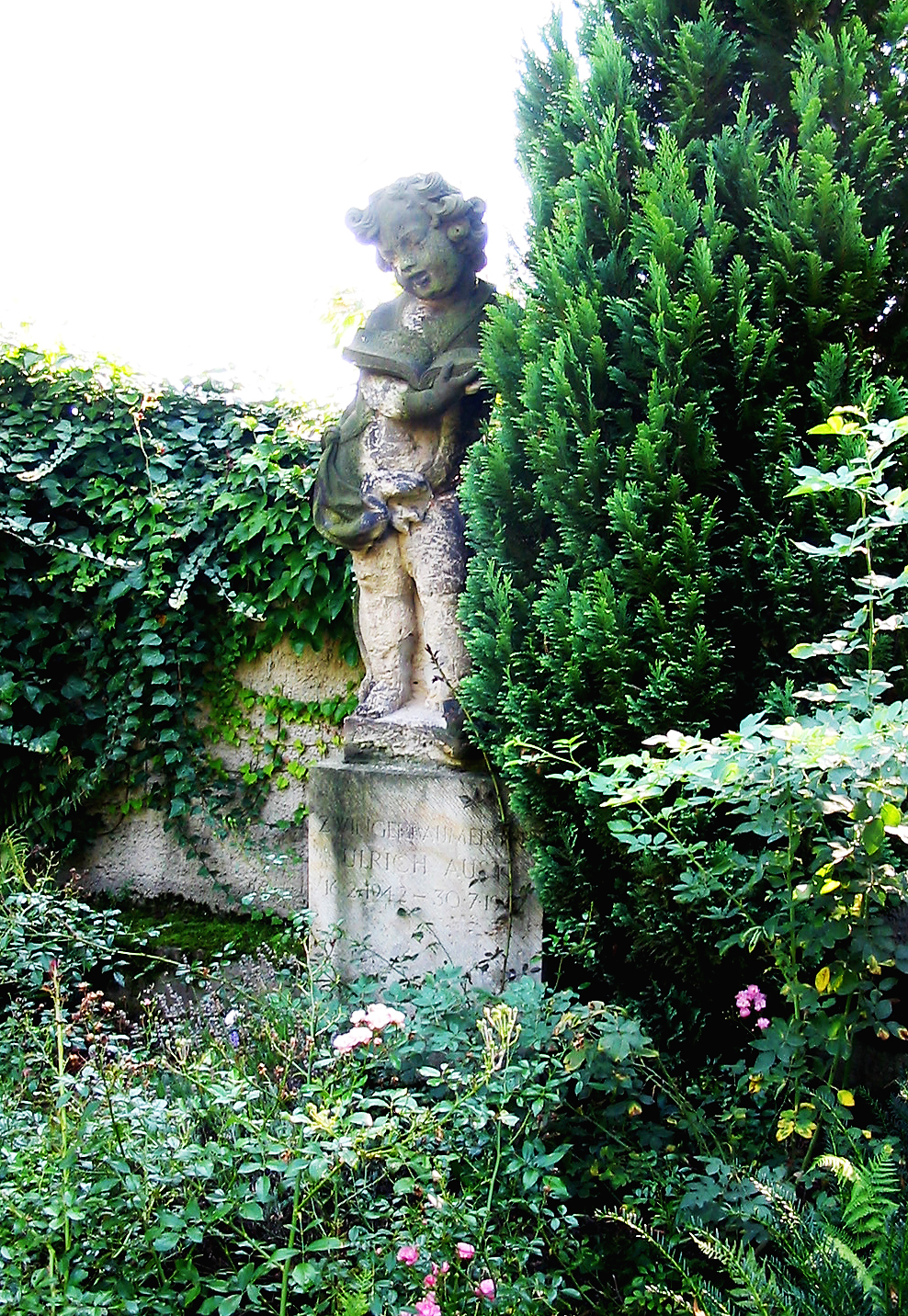
Grabmal Ulrich Aust
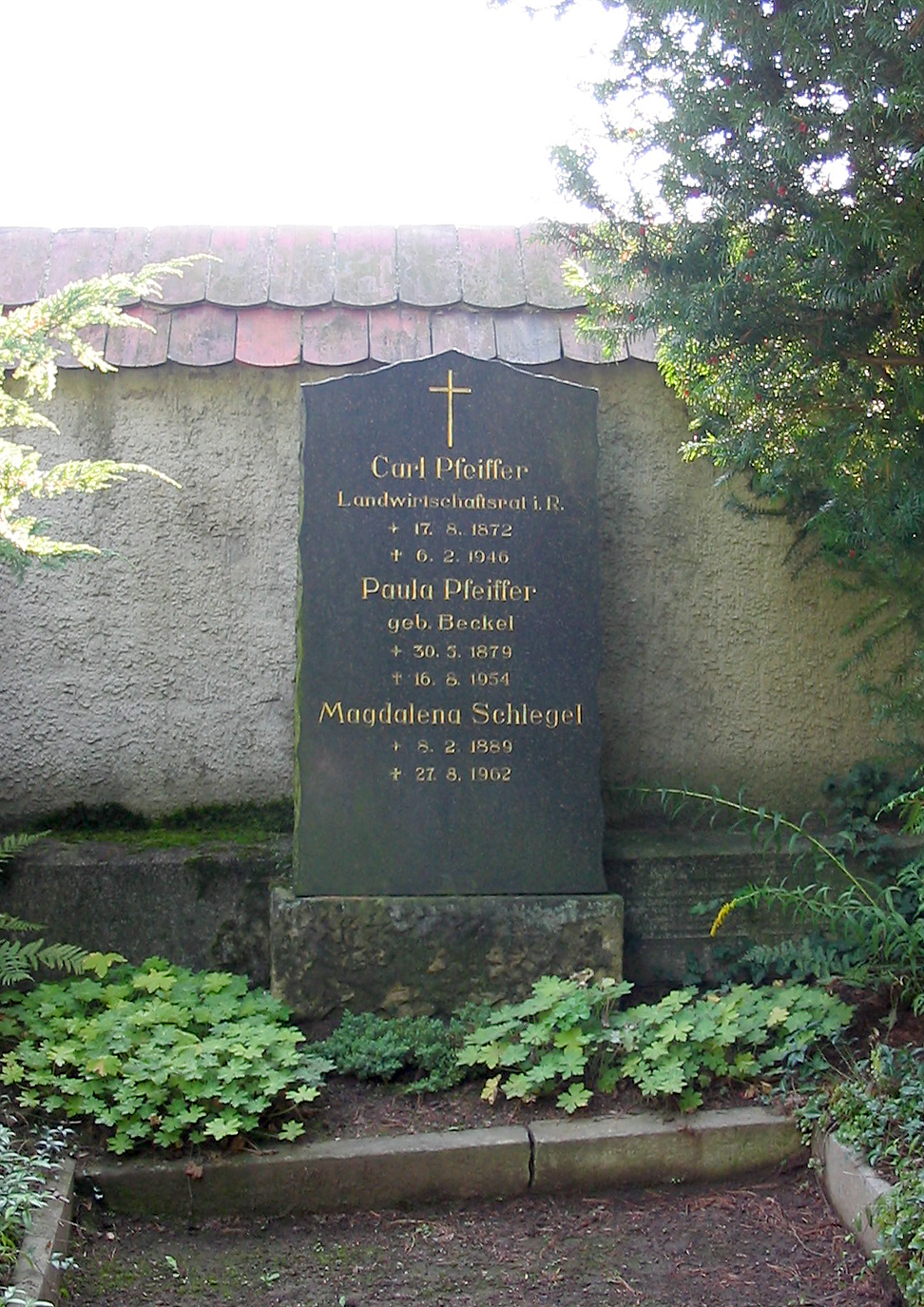
Grabmal Carl Pfeiffer
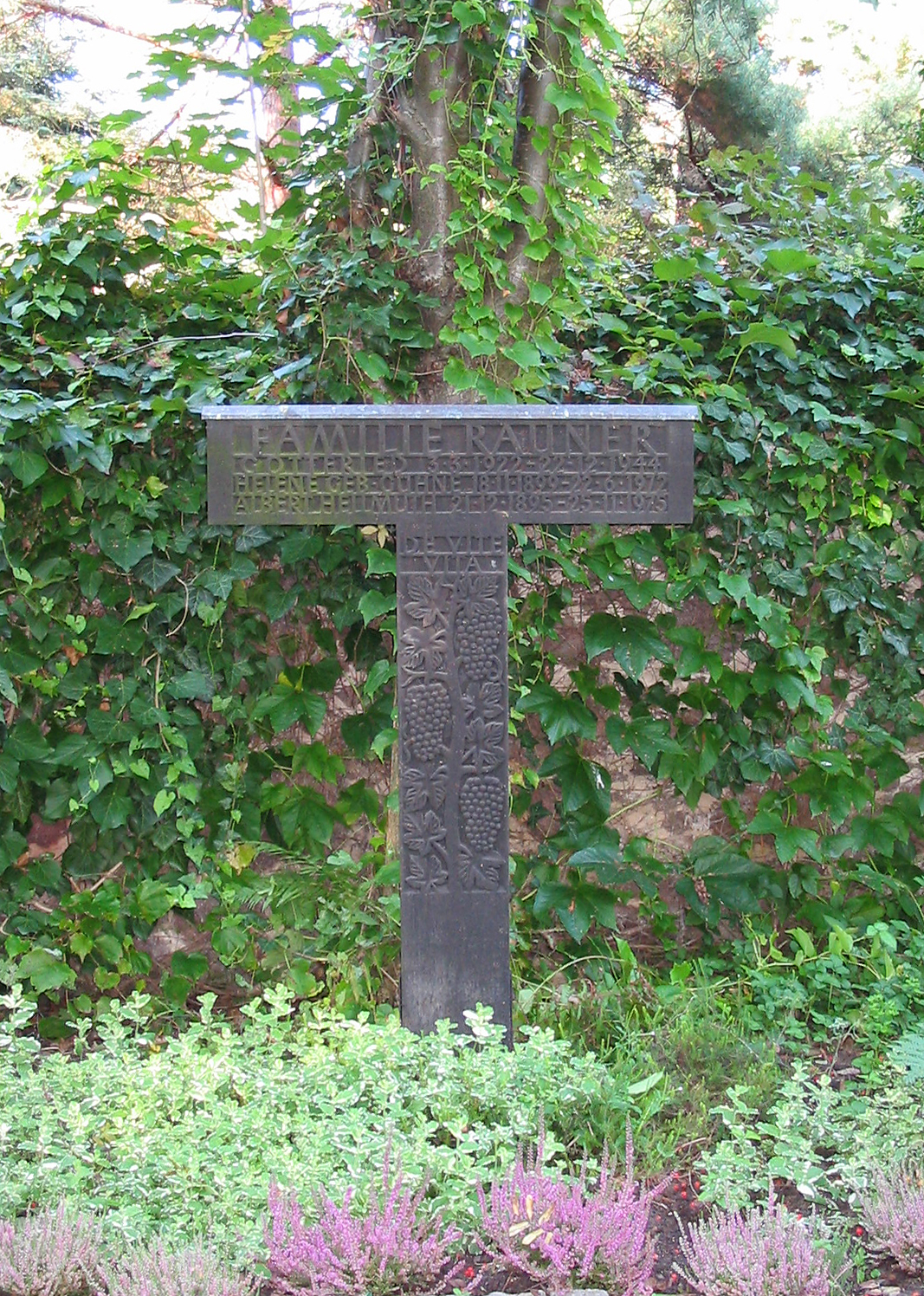
Grabmal Hellmuth Rauner
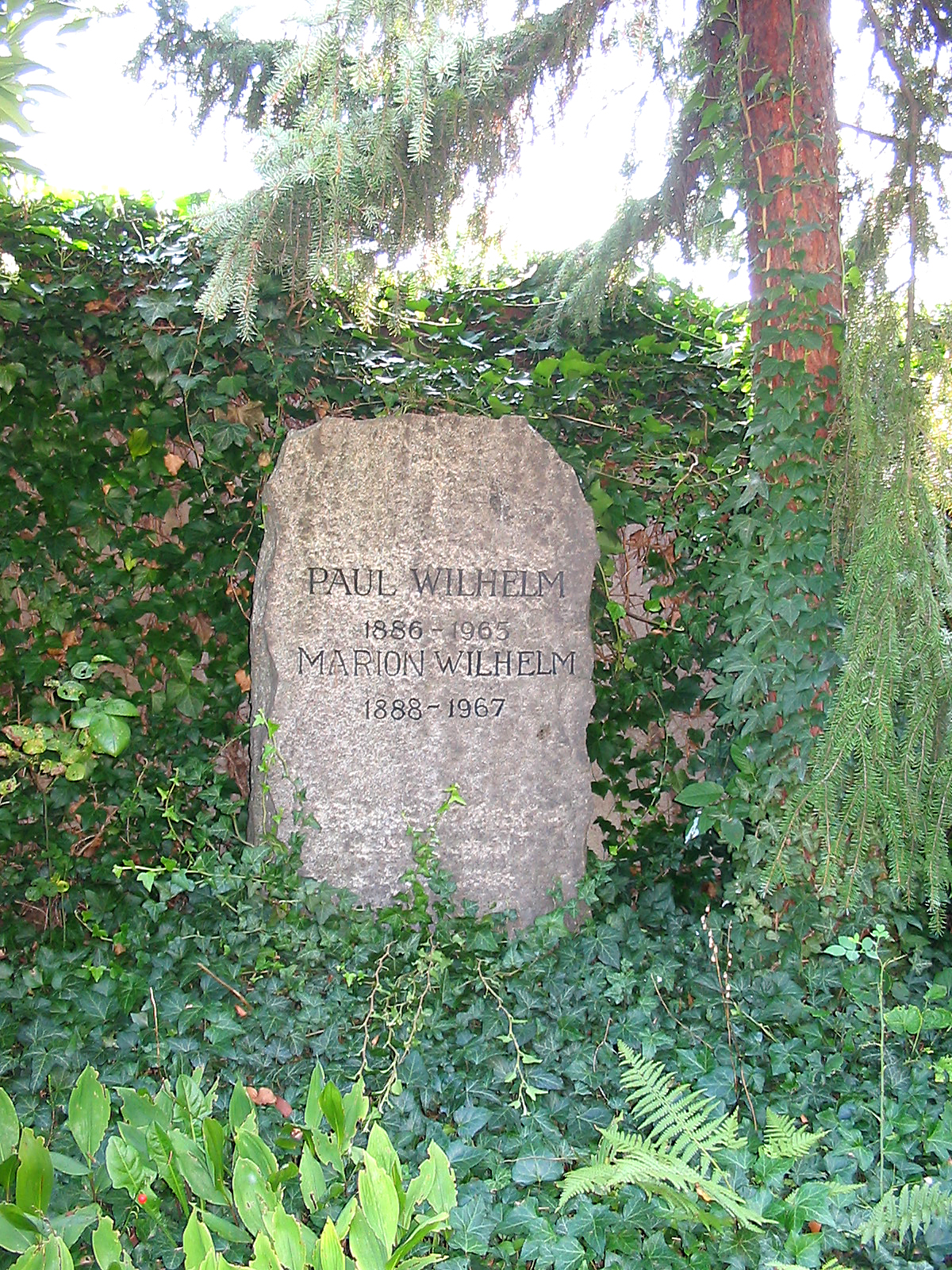
Grabmal Paul Wilhelm
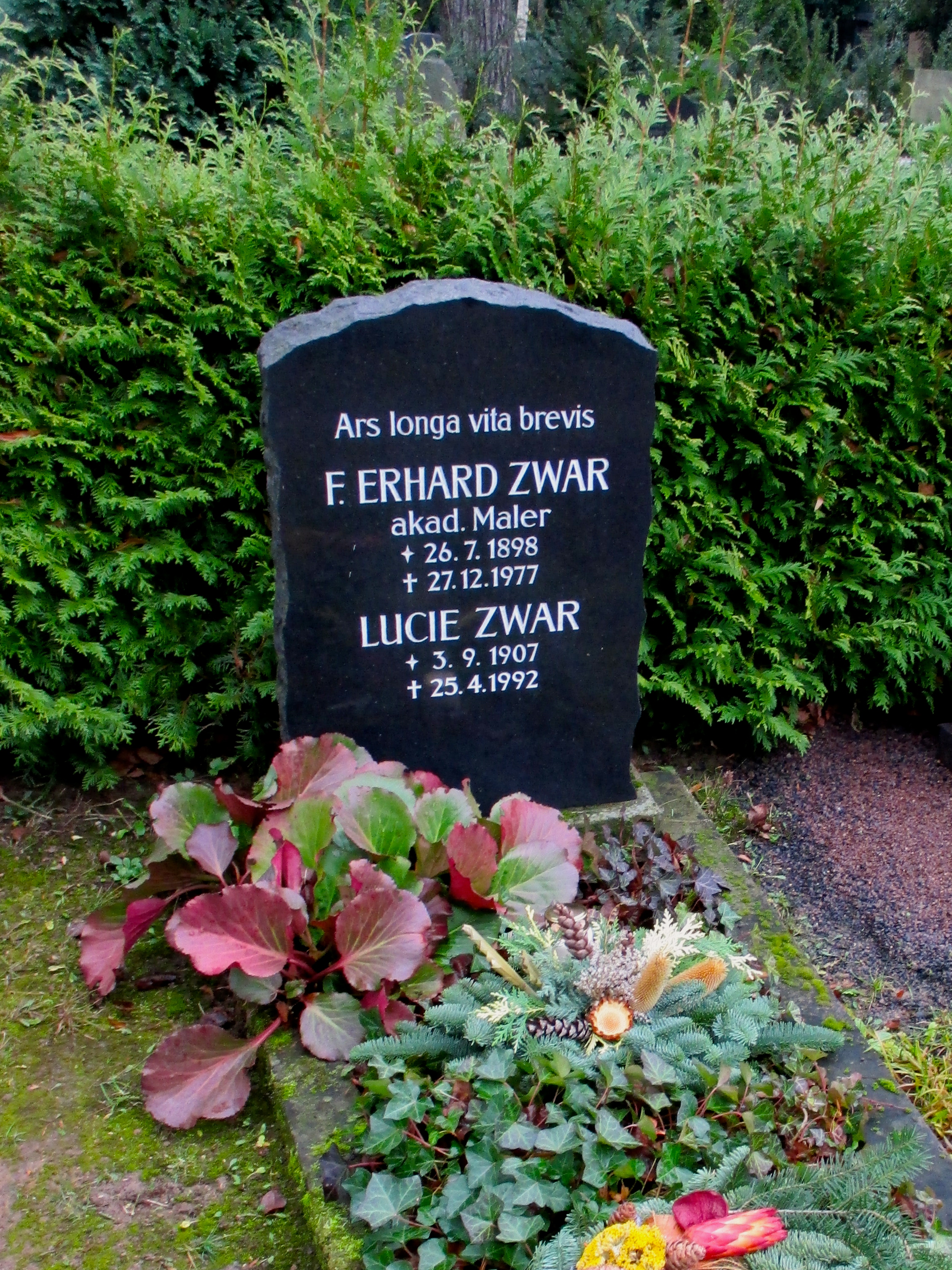
Grabstätte F. E. Zwar